# Impératrice du Japon
 (juin 2019).
Si vous disposez d'ouvrages ou d'articles de référence ou si vous connaissez des sites web de qualité traitant du thème abordé ici, merci de compléter l'article en donnant les références utiles à sa vérifiabilité et en les liant à la section « Notes et références ».
Pour les articles homonymes, voir Kogo.

Étendard de l'impératrice du Japon.

L'impératrice du Japon (皇后, Kōgō, littéralement « souveraine de l'empereur ») est l'épouse de l'empereur du Japon.
L'impératrice actuelle, née Masako Owada, est l'épouse de l'empereur Naruhito. Elle est la deuxième à ne pas être issue de l'aristocratie, après sa belle-mère l'impératrice Michiko. 

## Titulature
L'impératrice du Japon n'est jamais, de son vivant, désignée sous son prénom de naissance, à l'instar de l'empereur. Elle est donc désignée généralement comme Sa Majesté l'Impératrice du Japon (皇后陛下, Kōgō Heika).
Si elle devient veuve, elle prend alors le titre d'impératrice douairière (皇太后, Kōtaigō, littéralement « grande impératrice »). Si jamais elle survit également à son fils et que sa belle-fille est toujours en vie, elle prend alors le titre de grande impératrice douairière (太皇太后, Taikōtaigō). Après son décès, l'empereur régnant lui donne un nom posthume par lequel elle est désignée par la suite : ainsi, la veuve de l'empereur Shōwa et mère de l'actuel empereur honoraire, née Nagako Kuni, est connue depuis son décès en 2000 sous le nom d'impératrice Kōjun (香淳 皇后, Kōjun kōgō).

## Histoire

### Historique du nom
À l'origine, l'épouse du souverain du Japon était désigné sous le terme de Kisaki (きさき (后, 妃)) ou Ohokisaki (おほきさき (大后)) [Grande épouse]. Après le 8e siècle, l'épouse légitime de l'empereur était appelée Kōgō (皇后). Le titre Chūgū (中宮) était également utilisé.
L'utilisation des kanji 皇后 (Kōgō) est imposée pour désigner l'impératrice en titre de l'empereur par le Code de Taihō. Ce terme est cité dans le Nihon shoki, écrit vers 720, et la première impératrice à avoir porté officiellement ce titre fut Kōmyō, épouse de l'empereur Shōmu, entre 729 et 749. Le Code de Taihō crée également les titres de « Grande impératrice douairière » (太皇太后, Taikōtaigō, pour l'épouse des empereurs dont le règne est séparé de celui de l'actuel empereur par au moins un autre souverain) et d'« Impératrice douairière » (皇太后, Kōtaigō, pour l'épouse de l'empereur précédent). Les trois impératrices étaient désignées ensemble sous les noms génériques de 三宮 (Sangū) ou de 三后 (Sangō). La partie du palais où elles résident est appelé Chūgū (中宮, littéralement « Palais du Centre » ou « Maison du Centre »), terme qui sert également à désigner leur suite.
En 1000, le régent Fujiwara no Michinaga (966 – 1027), pour assurer son pouvoir, marie sa fille Shosi à l'empereur Ichijō (980 – 1011 ; empereur de 986 à 1011). Or, l'empereur a déjà une impératrice en titre Kōgō (皇后), en la personne de Teishi, fille du frère aîné et prédécesseur du régent, Fujiwara no Michitaka. Michinaga décide alors de créer un second titre d'impératrice, égal à celui de Kōgō, et reprend pour ce faire le nom jusqu'ici utilisé pour désigner la Maison de l'impératrice : Chūgū (中宮). À partir de ce moment, le terme de Chūgū est utilisé pour désigner l'impératrice lorsqu'il n'y en a qu'une, et si l'empereur décide d'en consacrer une seconde, la plus ancienne prend le titre de Kōgō et la nouvelle celui de Chūgū.
Toutefois, de la fin du XIVe siècle jusqu'à 1607, le titre d'impératrice n'est plus donné à aucune épouse des empereurs qui sont toutes donc désignées sous l'appellation informelle de « Concubines » (女御, Nyōgo). Entre 1607 et 1820, quatre épouses d'empereurs seront faites impératrices Chūgū. Le titre de Kōgō ne réapparaît quant à lui qu'en 1824 pour être décerné de manière posthume à l'ancienne épouse de l'empereur Ninkō. Ce n'est qu'à partir de l'impératrice Shōken, épouse principale de l'empereur Meiji à partir de 1869, que Kōgō devient l'appellation officielle pour désigner la souveraine du Japon (consacré par la loi de la famille impériale de 1947). Seuls les trois titres des antiques Sangū (Kōgō, Kōtaigō, Taikōtaigō) sont finalement conservés, la pratique de prendre des Nyōgo étant abandonnée à partir de l'empereur Taishō.
Il est à noter que les dix impératrices régnantes ont porté le titre de leur équivalent masculin, à savoir Tennō (天皇). Elles étaient en général mises en place par la principale famille alliée pour protéger ses intérêts en l’absence d’un héritier mâle lié au clan, ou en cas de conflit insoluble entre deux prétendants. Durant leur règne, elles restèrent célibataires, à moins qu’elles ne soient arrivées ou revenues au pouvoir déjà veuves. 

## Histoire des stratégies matrimoniales

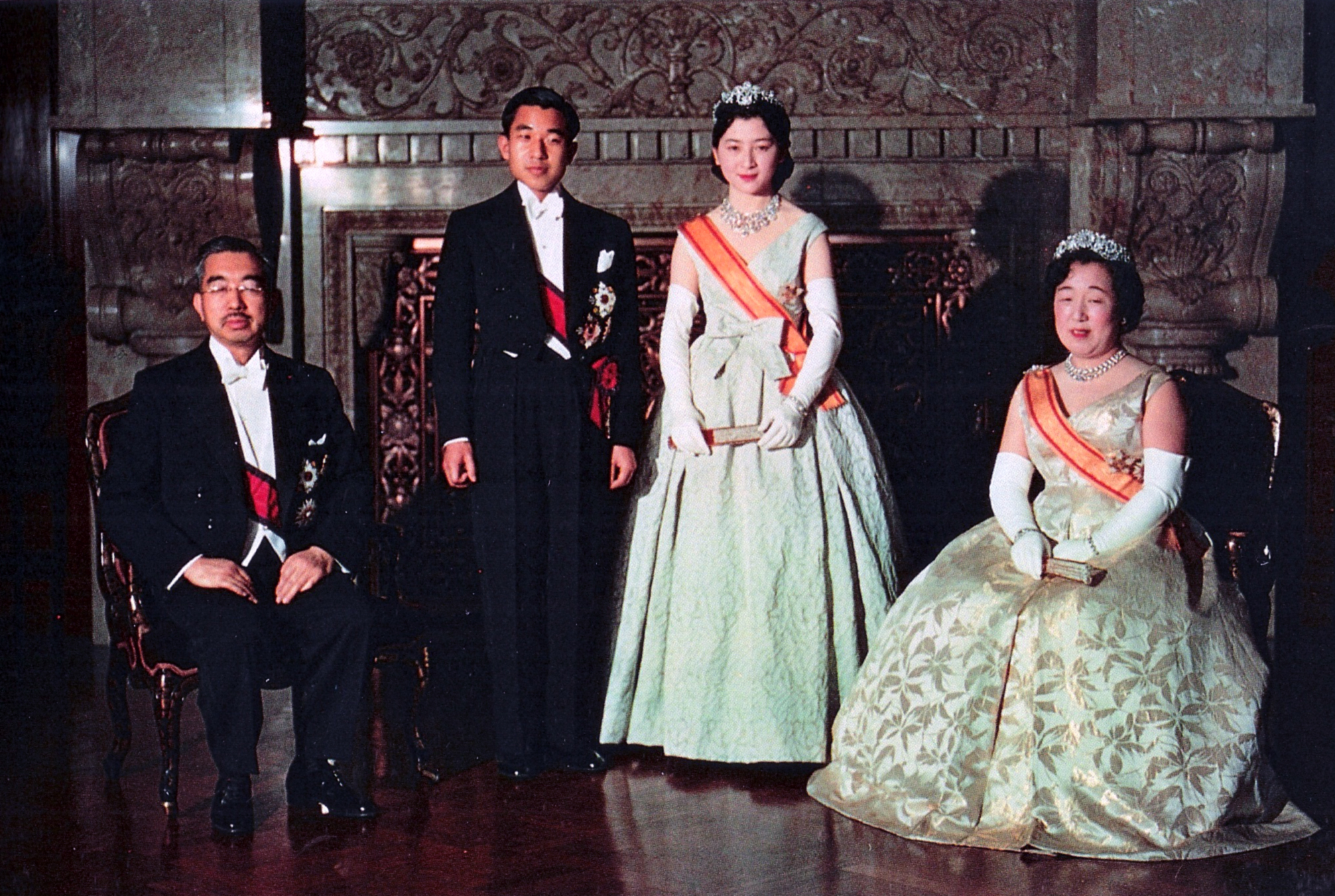
Deux générations de couples impériaux en 1959, avec de g. à dr. : l'empereur Shōwa, Akihito (alors prince héritier), Michiko (alors princesse héritière) et l'impératrice Kōjun.

Les souverains précédant l’empereur Taishō (1912 – 1926) avaient plusieurs épouses et concubines d’origine noble, dont en principe une (ou plus rarement deux) impératrice(s) en titre. Le choix de ces femmes ainsi que leur rang étaient déterminés selon leur famille de naissance. Il semble qu’à l’origine les impératrices provenaient du clan impérial lui-même. Par la suite, elles furent le plus souvent choisies dans le clan allié le plus puissant, qui fut tout d'abord les Soga aux VIe/VIIe siècle. Le relais fut pris au début du VIIIe siècle (empereur Shomu) par les Fujiwara. L'habitude de choisir l'impératrice dans le clan impérial ou le principal clan allié faisait qu'une relation consanguine existait entre les conjoints impériaux, très rapprochés parfois, surtout dans les premiers siècles (demi-frère et sœur ou oncle et nièce). Le beau-père de l’empereur, qui était souvent son oncle maternel, exerçait un pouvoir important. Les Fujiwara, en particulier, s’attribuèrent de façon héréditaire les positions de régents (sesshō et kanpaku) et dominèrent la politique durant la période Heian (794-1185). Cette importance d'être le père de l'impératrice se retrouve dans la création par Fujiwara no Michinaga du titre de Chūgū en 1000 pour sa fille Shosi.
Même après l’ascension des shoguns Minamoto, Taira et Ashikaga, les cinq branches de sekke (classe supérieure de l'aristocratie de cour japonaise) du clan Fujiwara (Ichijō, Kujō, Nijō, Konoe et Takatsukasa) continuèrent de fournir l'essentiel des impératrices. Ce fait fut entériné officiellement lors de la restauration de Meiji (1889) : les filles des cinq grandes branches Fujiwara furent dans un premier temps désignées comme les seules aptes à accéder au statut d'impératrice. La dernière impératrice Fujiwara fut Teimei, née princesse Sadako dans le clan Kujō, épouse de l'empereur Taishō. L’impératrice Kōjun, femme de l'empereur Shōwa, venait d'une branche cadette de la famille impériale, et cette union a été en son temps combattue par plusieurs traditionalistes au sein de la cour, dont le prince Aritomo Yamagata. Son fils Akihito fut le premier à épouser une femme qui ne venait pas de la noblesse (impératrice Michiko).

## Rôle

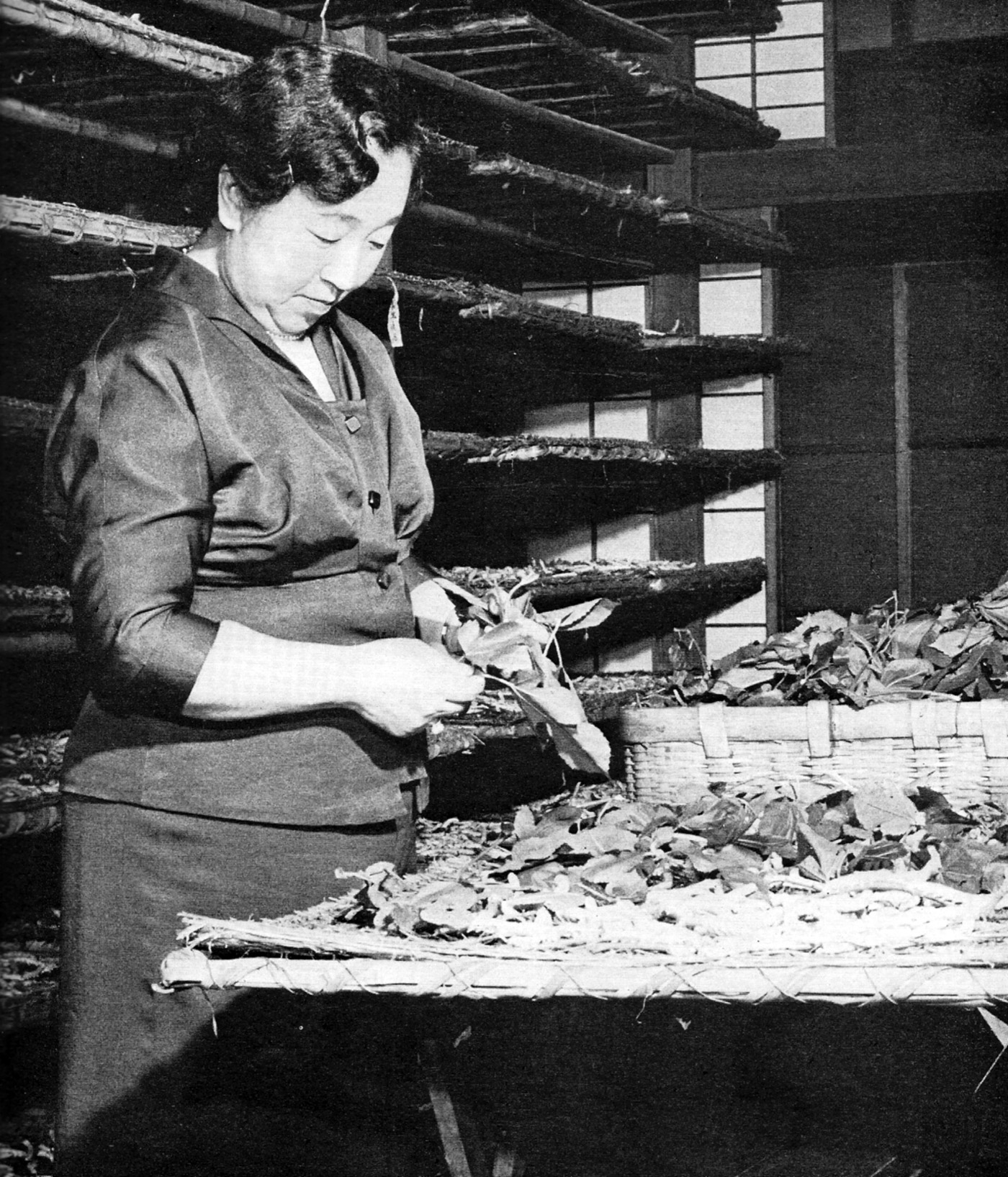
L'impératrice Kōjun s'occupant du Momijiyama Imperial Cocoonery en juin 1955.

Le rôle originel de l'impératrice était avant tout d'assurer un lien entre la fonction impériale et l'aristocratie et de permettre à la seconde de mieux contrôler la première. Toutefois, depuis l'abandon de la polygamie au début du XXe siècle, l'impératrice a perdu l'essentiel de son rôle social et est seule chargée désormais d'assurer la descendance de l'empereur. Une forte pression est exercée alors sur les épouses impériales de la part des membres de l'Agence impériale, pression tellement forte qu'elle a poussé deux épouses successives de princes héritiers à entrer en dépression : l'actuelle impératrice honoraire Michiko, alors qu'elle n'était encore que princesse héritière (et qui a encore connu dans les années 2000 et 2010 des problèmes de santé chroniques en raison du stress, jusqu'à l'abdication de son mari le 30 avril 2019), et l'épouse de l'actuel empereur Naruhito, l'impératrice Masako.
Les fonctions officielles de l'impératrice sont celles de tous les conjoints de souverain : seconder et accompagner son époux. Les impératrices sont impliquées également depuis la révolution Meiji dans des œuvres de bienfaisance, notamment en prenant la présidence d'honneur de la Croix-Rouge japonaise. Elle a également des obligations traditionnelles et rituelles, notamment celle de s'occuper du Momijiyama Imperial Cocoonery, une ferme séricicole située dans le parc du palais impérial. Elle participe ainsi à la cérémonie annuelle de récolte de la soie, nourrit personnellement les vers à soie avec des feuilles de mûrier et est chargée de s'occuper de ces animaux, des bâtiments et du personnel de la ferme. Depuis 1994, une partie de la soie récoltée est donnée par l'impératrice au dépôt Shôsô-in du temple bouddhique Tōdai-ji à Nara.

## Résidences
Les trois impératrices (actuelle, douairière et grande douairière) habitaient donc à l'origine dans un palais qui leur était propre, dénommé initialement Chūgū. Désormais, l'impératrice réside avec son époux dans le Kyūden au sein du Kōkyo à Tokyo.
Les résidences des impératrices douairières, situées — généralement — également dans le Kōkyo, portent traditionnellement le nom d'Ōmiya (大宮, littéralement « Grand Palais »). Ainsi, la résidence de l'impératrice douairière Nagako, mère d'Akihito, n'était autre que celle qu'elle partageait avec l'empereur Hirohito et qui s'appelait alors « palais Fukiage » (吹上 御所, Fukiage gosho), où elle a continué de résider après la mort de ce dernier en 1989 et cela jusqu'à son décès en 2000. Cette résidence a alors pris le nom de « Palais Fukiage Ōmiya » (吹上 大宮 御所, Fukiage Ōmiya gosho).